# 博斯號驅逐艦 (DD-136)
博斯號驅逐艦（舷號DD-136）是一艘美國海軍建造的驅逐艦，為維克斯級驅逐艦的62號艦。她是美軍第一艘以博斯為名的軍艦，以紀念美國內戰時期的海軍軍官查理斯·博斯（Charles Stuart Boggs）。
博斯號在1917年於馬爾島海軍造船廠開始建造，在1918年下水服役，其時第一次世界大戰已將結束。稍後博斯號分別在加勒比海及東太平洋執勤，於1922年退役封存。1931年博斯曼號重返現役，主要用作測試海軍新式無線電裝備。第二次世界大戰爆發後，博斯號在1940年改裝為掃雷艦，調到珍珠港。珍珠港事件後，博斯號長年在珍珠港外海負責掃雷及訓練，於戰爭末期曾改裝為高速運輸艦。戰後博斯號在1946年退役除籍，並出售拆解。